# Hans Zausinger
Hans Ludwig Zausinger (* 3. Oktober 1935 in München; † 26. April 2018 in München) war ein deutscher Elektroinstallateur, Ingenieur, ehemaliger Unternehmer sowie ehemaliger Verbandsfunktionär und Senator.
Zausinger machte die Lehre zum Elektromaschinenbauer und erwarb die Fachhochschulreife. Nach einer Prüfung zum Diplom-Ingenieur (FH) in den Bereichen Starkstromtechnik und Energiewirtschaft am Oskar-von-Miller-Polytechnikum in München wurde er 1959 Elektroinstallateurmeister und im Jahr darauf geschäftsführender Gesellschafter der Ludwig Zausinger Elektro-Anlagentechnik. Diesem Unternehmen gehörte er noch bis 1995 an. Zausinger war über Jahre hinweg Vizepräsident der Handelskammer für Oberbayern, Vorsitzender des Landesinnungsverbands für das bayerische Elektrohandwerk und Mitglied mehrerer Gremien. Von 1980 bis 1992 gehörte er dem Bayerischen Senat an. 1993 wurde er wegen der Zahlung von Schmiergeldzahlungen im Umfeld der Münchener Schmiergeld-Affäre von der Münchener Strafkammer zu einer Geldstrafe von 750.000 DM und einer Bewährungsstrafe von 10 Monaten verurteilt. Als Senator war er zu Beginn der Ermittlungen im Jahr 1991 aufgrund seiner politischen Immunität vor Strafverfolgung geschützt.
Zausinger war Träger des Bayerischen Verdienstordens und des Bundesverdienstkreuzes am Bande. Er war ab 1975 Mitglied des KKV Hansa München.